# Nhill
Nhill est une ville à l'ouest de l'État du Victoria en Australie. Elle est le centre administratif du comté d'Hindmarsh. Elle est située dans le Wimmera et compte 2 184 habitants en 2016. 
La ville est sur le Western Highway et elle est donc utilisée comme une escale pour les voyageurs entre Melbourne et Adélaïde.

## Toponymie
On pense que Nhill est un mot Wergaia qui signifie « la brume de l'aube qui monte au-dessus de l'eau » ou « la brume blanc qui monte de l'eau ».

## Industrie et services
Le producteur de la viande du canard Luv-a-Duck est l'employeur le plus grand de la ville.
Nhill a trois pubs, trois écoles et une gare qui est desservie par l'Overland.